# Religia plemienna

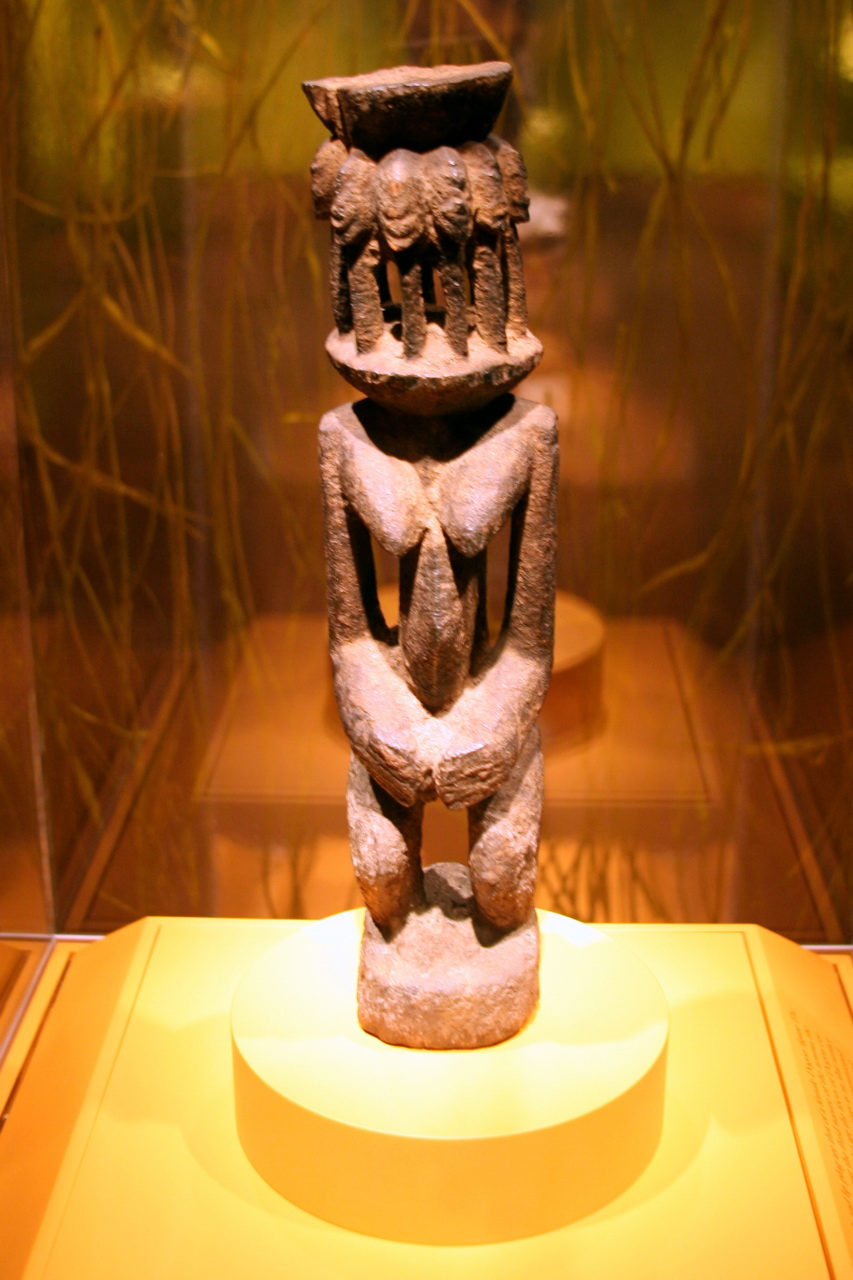
Figurka bóstwa opiekuńczego plemienia Dogonów

Religia plemienna (religia pierwotna, religia tradycyjna, religia prymitywna, religia archaiczna) – zbiorcze określenie systemów wierzeniowo-rytualnych tubylczych ludów Afryki, Azji, obu Ameryk, Australii i Oceanii.
Religie plemienne są często błędnie sprowadzane do animizmu, jednak w pierwotnej swej formie są one henoteistyczne. Wyznawcy religii plemiennych mają głęboko zakorzenione pojęcie Istoty Najwyższej, która jest stwórcą świata i innych bóstw, zależnych od niej. Charakterystycznym elementem tych religii jest kult przodków. Wyznawcy wierzą, że ich przodkowie są zawsze z nimi, czuwają nad nimi i wstawiają się przed bóstwami. Innym ważnym elementem jest wiara w duchy, które są przyczyną różnych wydarzeń, dobrych i złych. Mogą nawet sprowadzić chorobę lub śmierć, dlatego składa się im ofiary. Nie ma podziału między sferą sakralną a świecką, są one jednością. Całe życie człowieka jest naśladowaniem bóstw, dlatego w tych religiach tak żywo krążą różne mity. Religie plemienne charakteryzują się też rozbudowaną obrzędowością. Obrzędy dzieli się na inicjacyjne (wtajemniczenia, wprowadzające w nowy sposób życia) i puryfikacyjne (oczyszczające, umożliwiające powrót do wspólnoty z innymi ludźmi).
Według badań na rok 2010 – 400 milionów ludzi (6%) praktykuje różne religie tradycyjne lub ludowe, w tym tradycyjne religie afrykańskie, chińskie religie ludowe, amerykańskie i australijskie religie tubylcze.